# Kreisgericht Stendal (Preußen)
Das Kreisgericht Stendal war von 1849 bis 1879 ein preußisches Kreisgericht mit Sitz in Stendal. 

## Geschichte
In Stendal befand sich seit 1814 das Land- und Stadtgericht Stendal im Bezirk des Oberlandesgerichts Magdeburg, sowie Patrimonialgerichte, darunter das Gräflich von der Schulenburgische Kreisgericht Stendal.
Die „Verordnung über die Aufhebung der Privatgerichtsbarkeit und des eximierten Gerichtsstandes sowie über die anderweitige Organisation der Gerichte“ vom 2. Januar 1849 hob die Patrimonialgerichtsbarkeit auf. Gleichzeitig wurde das Appellationsgericht Magdeburg geschaffen, dem Kreisgerichte, darunter das Kreisgericht Stendal zugeordnet waren. Sein Sprengel umfasste den größten Teil des Landkreises Stendal mit den Städten Arneburg, Stendal und Tangermünde. Der Sprengel umfasste 42.370 Gerichtseingesessene. Das Kreisgericht Stendal war Sitz einer Schwurgerichtskammer für die Kreisgerichte Gardelegen, Salzwedel, Seehausen in der Altmark und Stendal. Eine Gerichtskommissionen wurde in Tangermünde eingerichtet.
Mit den Reichsjustizgesetzen wurden die Gerichte im Deutschen Reich vereinheitlicht. Das Kreisgericht Stendal wurde 1879 aufgehoben. Neu eingerichtet wurde nun das Amtsgericht Stendal im Bezirk des Landgerichtes Stendal.

## Gerichtskommission Tangermünde
Der Sprengel der Gerichtskommission Tangermünde umfasste die Orte Tangermünde, Birkholz und Sophienhof, Bittkau mit Pölte, Bölsdorf, Briest, Buch, Carlbau, Grieben, Jerchel, Köckte, Miltern, Schelldorf und Weißewarte.
Die Gerichtskommission Tangermünde wurde 1879 aufgehoben und das Amtsgericht Tangermünde gebildet.